# Флаг Покровского сельского поселения (Краснодарский край)
Флаг муниципального образования Покро́вское сельское поселение Новопокровского района Краснодарского края Российской Федерации — опознавательно-правовой знак, служащий официальным символом муниципального образования.
Флаг утверждён 19 апреля 2011 года и внесён в Государственный геральдический регистр Российской Федерации с присвоением регистрационного номера 6862.

## Описание
«Прямоугольное полотнище, состоящее из двух равновеликих вертикальных полос: синего (у древка) и зелёного цветов, в центре которого — бычья голова жёлтого цвета, выше которой — ниспадающий по краям плат (Покров) белого цвета, а ниже — шесть пшеничных колосьев жёлтого цвета, соединяющихся стеблями и расположенных веерообразно».

## Обоснование символики
Флаг разработан на основе герба Покровского сельского поселения, который языком символов и аллегорий отражает исторические, культурные и экономические особенности сельского поселения.
Изображение белого Покрова является единым элементом флага всех поселений Новопокровского района Краснодарского края.
Белый цвет (серебро) — символ чистоты, совершенства, мира, взаимопонимания и мудрости.
Синий цвет — цвет Богородицы, святой покровительницы Покровского поселения. Синий цвет (лазурь) символизирует чистое небо, честь, искренность, добродетель, возвышенные устремления.
Изображение пшеничных колосков символизирует сельскохозяйственное развитие поселения, указывает на то, что выращивание хлебных злаков является одним из основных направлений экономического развития хозяйств поселения. Шесть колосков аллегорически указывает на количество населённых пунктов в составе поселения. Колос — символ возрождения, преобразования, плодородия и изобилия.
Бык — символ плодородия, достатка, щедрости и процветания. Изображение бычьей головы также аллегорически указывает на животноводство, традиционно развиваемое в хозяйствах поселения.
Жёлтый цвет (золото) символизирует величие, достаток и процветание, стабильность и прочность, урожай и солнечный свет.
Зелёный цвет символизирует жизнь, надежду, здоровье и красоту природы.